# ريتشارد كرين
ريتشارد كرين (بالإنجليزية: Richard Crane) هو مؤلف وممثل أمريكي، ولد في 6 يونيو 1918 في نيو كاسل في الولايات المتحدة، وتوفي في 9 مارس 1969 في هوليوود في الولايات المتحدة بسبب نوبة قلبية.

## وصلات خارجية
- ريتشارد كرين على موقع IMDb (الإنجليزية)
- ريتشارد كرين على موقع ألو سيني (الفرنسية)
- ريتشارد كرين على موقع أول موفي (الإنجليزية)
- ريتشارد كرين على موقع قاعدة بيانات الفيلم (الإنجليزية)